# USS Blower (SS-325)
USS Blower (SS-325) là một  tàu ngầm lớp Balao từng phục vụ cùng Hải quân Hoa Kỳ trong Chiến tranh Thế giới thứ hai. Nó là chiếc tàu chiến duy nhất của Hải quân Hoa Kỳ được đặt cái tên này, theo tên một loài thuộc họ Cá nóc. Nó đã phục vụ trong Thế Chiến II và thực hiện được ba chuyến tuần tra trước khi xung đột chấm dứt, rồi tiếp tục hoạt động trong giai đoạn Chiến tranh Lạnh cho đến năm 1950. Con tàu được chuyển cho Thổ Nhĩ Kỳ và tiếp tục hoạt động như là chiếc TCG Dumlupınar (D-6), cho đến khi gặp tai nạn va chạm với một tàu buôn Thụy Điển tại eo biển Dardanelles và bị đắm vào năm 1953.

## Thiết kế và chế tạo
Thiết kế của lớp Balao được cải tiến dựa trên  tàu ngầm lớp Gato dẫn trước, là một kiểu tàu ngầm hạm đội có tốc độ trên mặt nước cao, tầm hoạt động xa và vũ khí mạnh để tháp tùng hạm đội chiến trận. Khác biệt chính so với lớp Gato là ở cấu trúc lườn chịu áp lực bên trong dày hơn, và sử dụng thép có độ đàn hồi cao (HTS: High-Tensile Steel), cho phép lặn sâu hơn đến 400 ft (120 m). Con tàu dài 311 ft 9 in (95,02 m) và có trọng lượng choán nước 1.526 tấn Anh (1.550 t) khi nổi và 2.424 tấn Anh (2.463 t) khi lặn. Chúng trang bị động cơ diesel dẫn động máy phát điện để cung cấp điện năng cho bốn động cơ điện, đạt được công suất 5.400 shp (4.000 kW) khi nổi và 2.740 shp (2.040 kW) khi lặn, cho phép đạt tốc độ tối đa 20,25 hải lý trên giờ (37,50 km/h) và 8,75 hải lý trên giờ (16,21 km/h) tương ứng. Tầm xa hoạt động là 11.000 hải lý (20.000 km) khi đi trên mặt nước ở tốc độ 10 hải lý trên giờ (19 km/h) và có thể hoạt động kéo dài đến 75 ngày.
Tương tự như lớp Gato dẫn trước, lớp Balao được trang bị mười ống phóng ngư lôi 21 in (530 mm), gồm sáu ống trước mũi và bốn ống phía phía đuôi tàu, chúng mang theo tối đa 24 quả ngư lôi. Vũ khí trên boong tàu gồm một hải pháo 4 inch/50 caliber, một khẩu pháo phòng không Bofors 40 mm nòng đơn và một khẩu đội Oerlikon 20 mm nòng đôi, kèm theo hai súng máy .50 caliber. Trên tháp chỉ huy, ngoài hai kính tiềm vọng, nó còn trang bị ăn-ten radar SD phòng không và SJ dò tìm mặt biển. Tiện nghi cho thủy thủ đoàn bao gồm điều hòa không khí, thực phẩm trữ lạnh, máy lọc nước, máy giặt và giường ngủ cho hầu hết mọi người, giúp họ chịu đựng cái nóng nhiệt đới tại Thái Bình Dương cùng những chuyến tuần tra kéo dài đến hai tháng rưỡi.
Blower được đặt lườn tại xưởng tàu của hãng Electric Boat Company ở Groton, Connecticut vào ngày 15 tháng 7, 1943. Nó được hạ thủy vào ngày 23 tháng 4, 1944, được đỡ đầu bởi bà Richard F. J. Johnson, và được cho nhập biên chế cùng Hải quân Hoa Kỳ vào ngày 10 tháng 8, 1944 dưới quyền chỉ huy của Hạm trưởng, Thiếu tá Hải quân James Harry Campbell.

## Lịch sử hoạt động

### USSBlower
Sau khi hoàn tất việc chạy thử máy huấn luyện tại vùng bờ biển New England và trong vịnh Narragansett, Blower khởi hành từ Căn cứ Tàu ngầm Hải quân New London vào ngày 17 tháng 9, 1944 để tiếp tục huấn luyện tại Trường Sonar Hạm đội tại Key West, Florida. Chuẩn bị để được điều động sang khu vực Mặt trận Thái Bình Dương, nó đang trên đường đi sang vùng kênh đào Panama khi gặp tai nạn va chạm với tàu săn ngầm Winnemucca (PC-1145) vào ngày 11 tháng 10. Hư hại buộc chiếc tàu ngầm phải quay trở lại Key West và New London, Connecticut để sửa chữa, rồi lại lên đường vào ngày 13 tháng 11 và đi đến Trân Châu Cảng vào ngày 16 tháng 12.

#### Chuyến tuần tra thứ nhất
Lên đường vào ngày 29 tháng 1, 1945 cho chuyến tuần tra đầu tiên tại khu vực giữa đảo Hải Nam và Đà Nẵng tại Đông Dương thuộc Pháp, Blower được tiếp thêm nhiên liệu tại Saipan thuộc quần đảo Mariana. Nó hoạt động trong thành phần một lực lượng tuần tra 15 tàu ngầm được rải dọc biển Đông suốt từ Singapore cho đến eo biển Đài Loan, là tuyến đường tàu chiến Nhật Bản quay trở về chính quốc sau khi được tiếp nhiên liệu tại Đông Ấn thuộc Hà Lan. Vào ngày 13 tháng 2, nó phóng một loạt sáu quả ngư lôi nhắm vào một thiết giáp hạm và hai tàu tuần dương từ khoảng cách 1.800 thước Anh (1.600 m), nghe thấy hai tiếng nổ nhưng không thể xác nhận kết quả. Nó tiếp tục tấn công các đoàn tàu vận tải ngoài khơi Đà Nẵng vào các ngày 15, 22 và 24 tháng 2, nhưng tiếp cận mục tiêu không đủ gần do bị máy bay tuần tra đối phương ngăn chặn, đụng độ với các nhóm tàu đánh cá, hay bắt gặp các quả thủy lôi trôi nổi trên mặt biển. Khi đã cạn nhiên liệu, chiếc tàu ngầm quay trở về căn cứ tại Fremantle, Australia vào ngày 19 tháng 3, nơi nó được tái trang bị cặp bên mạn tàu tiếp liệu tàu ngầm Euryale (AS-22), đồng thời được bổ sung thiết bị định vị tầm xa LORAN.

#### Chuyến tuần tra thứ hai
Trong chuyến tuần tra thứ hai từ ngày 14 tháng 4 đến ngày 24 tháng 5, Blower băng qua eo biển Lombok vào ngày 21 tháng 4 để tuần tra trong biển Java. Nó hoạt động trong thành phần một đội tấn công phối hợp "Bầy sói", vốn bao gồm các tàu ngầm Besugo (SS-321) và Perch (SS-313), dọc theo tuyến hàng hải giữa Makassar và Borneo. Máy bay tuần tra đối phương đã liên tục xuất hiện làm ngăn trở việc tìm kiếm mục tiêu phù hợp, và vào sáng ngày 26 tháng 4, nó tiếp cận một mục tiêu để rồi bị tàu tuần tra đối phương săn đuổi ráo riết. Nó chuyển sang phục vụ tìm kiếm và giải cứu dọc bờ biển Đông Dương thuộc Pháp, hỗ trợ các hoạt động không kích của máy bay ném bom Boeing B-29 Superfortress xuống Nha Trang vào ngày 12 tháng 5 và xuống Sài Gòn vào ngày 21 tháng 5, cũng như trinh sát vịnh Vân Phong và vịnh Nha Trang vào ngày 16 tháng 5. Nó kết thúc chuyến tuần tra khi quay trở về căn cứ tại vịnh Subic, Philippines, nơi nó được tái trang bị cặp bên mạn tàu tiếp liệu tàu ngầm Anthedon (AS-24) trong hai tuần tiếp theo.

#### Chuyến tuần tra thứ ba
Rời vịnh Subic vào ngày 23 tháng 6 cho chuyến tuần tra thứ ba, cũng là chuyến cuối cùng, tại vịnh Thái Lan, Blower gặp gỡ tàu ngầm Bluefish (SS-222) vào ngày 30 tháng 6 để cùng phối hợp hoạt động. Vào ngày 4 tháng 7, nó phát hiện một kính tiềm vọng trên mặt nước, rồi suýt bị tàu ngầm Hải quân Anh HMS Sleuth (P261) phóng ngư lôi đánh trúng. Sau đó Blower cùng với Bluefish phối hợp tấn công hai tàu săn ngầm vào chiều tối ngày 9 tháng 7, nhưng không thành công khi đối phương rút lui vào một bãi mìn. Hai ngày sau đó, nó phóng ba quả ngư lôi tấn công một mục tiêu ở khoảng cách 3.500 thước Anh (3.200 m), nhưng tất cả đều bị trượt.
Gia nhập một "Bầy sói" do tàu ngầm chị em Charr (SS-328) dẫn đầu để tuần tra gần quần đảo Natuna, Blower phát hiện tàu ngầm Nhật I-351 lúc 00 giờ 30 phút ngày 15 tháng 7. Nó phóng một loạt bốn quả ngư lôi tấn công từ khoảng cách 1.000 thước Anh (910 m), hai quả đã trúng đích nhưng không kích nổ. Nó đang dự định phóng bồi thêm ngư lôi thì bị tàu hộ tống đối phương phản công, nên phải lặn xuống ẩn nấp cho đến khi đối phương rút lui. Thông tin về mục tiêu của Blower đã giúp cho Bluefish đánh chìm được I-351 một giờ sau đó tại tọa độ 04°30′B 110°00′Đ / 4,5°B 110°Đ.
Blower sau đó chuyển sang tuần tra trong biển Java gần Batavia, nhưng chỉ bắt gặp những thuyền buồm. Nó còn bị một máy bay ném bom Mitsubishi G4M "Betty" tấn công, ném hai quả bom xuống gần con tàu. Do sắp cạn nhiên liệu, nó kết thúc chuyến tuần tra và quay trở về căn cứ Fremantle vào ngày 28 tháng 7, và vẫn đang được tái trang bị khi Nhật Bản chấp nhận đầu hàng vào ngày 15 tháng 8, giúp chấm dứt vĩnh viễn cuộc xung đột. Nó lên đường đi Guam ngang qua Sydney, đến nơi vào ngày 16 tháng 9, và hoạt động tại khu vực quần đảo Mariana cho đến ngày 11 tháng 1, 1946. Con tàu quay trở về Hoa Kỳ nganng qua Trân Châu Cảng, về đến San Diego, California vào ngày 30 tháng 1.

#### 1946 - 1950
Từ năm 1946 đến năm 1949 Blower phục vụ cùng Lực lượng Tàu ngầm Hạm đội Thái Bình Dương. Nó hoạt động chủ yếu dọc theo vùng bờ Tây, thực hành tác xạ ngư lôi và phục vụ cho việc huấn luyện của Trường Sonar Hạm đội. Nó từng thực hiện một chuyến đi sang Nhật Bản ngang qua Trân Châu Cảng và quần đảo Mariana vào năm 1946, và tham gia cuộc tập trận hạm đội tại vùng biển Hawaii vào năm 1947. Trong tháng 8 và tháng 9, 1948, nó tham gia cùng tàu ngầm chị em Carp (SS-338) trong hoạt động tuần tra ngoài vòng Bắc Cực tại vùng biển Chukotka, thực hành theo dõi radar và sonar. Sang đầu năm 1950, nó lên đường đi sang vùng bờ Đông Hoa Kỳ để gia nhập Lực lượng Tàu ngầm Hạm đội Đại Tây Dương, đi đến Philadelphia vào ngày 3 tháng 3, và được sửa chữa tại Xưởng hải quân Philadelphia cho đến tháng 9. Chiếc tàu ngầm đi đến Căn cứ Tàu ngầm Hải quân New London vào ngày 27 tháng 9 để bắt đầu huấn luyện cho một thủy thủ đoàn người Thổ Nhĩ Kỳ.

### TCG Dumlupınar (D-6)
Blower được cho xuất biên chế tại Căn cứ Tàu ngầm Hải quân New London vào ngày 16 tháng 11, 1950 để được chuyển giao cho Thổ Nhĩ Kỳ theo Chương trình Viện trợ Quân sự. Con tàu phục vụ cùng Hải quân Thổ Nhĩ Kỳ như là chiếc TCG Dumlupınar (D-6), tên được đặt theo Trận Dumlupınar vào tháng 8 năm 1923, trận đánh cuối cùng mang tính quyết định trong cuộc Chiến tranh giành độc lập Thổ Nhĩ Kỳ. Vào ngày 4 tháng 4, 1953, sau khi hoàn thành đợt huấn luyện Blue Sea trong thành phần Khối NATO và đang trên đường quay trở về căn cứ hải quân Gölcük, nó mắc tai nạn va chạm với tàu buôn Thụy Điển M/V Naboland trong eo biển Dardanelles ngoài khơi Nara Burnu lúc 02 giờ 10 phút, và bị đắm chỉ trong vòng vài phút ở độ sâu 228 ft (69 m). 94 thành viên thủy thủ đoàn đã tử nạn cùng con tàu, và chỉ có hai người sống sót.

## Phần thưởng
Nguồn: NavSource Naval History
|  |  |  |

| Dãi băng Hoạt động Tác chiến | Huân chương Chiến dịch Hoa Kỳ | Huân chương Chiến thắng Thế Chiến II |